# Львово (Смоленская область)
 Львово — деревня в Смоленской области России, в Ярцевском районе. Расположена в северной части области в 38 км к северу от районного центра. Население — 236 жителей (2007 год). 
Центр Львовского сельского поселения.

## Экономика
В деревне захоронение запрещённых к применению пестицидов.